# Clubbiedean Reservoir
Clubbiedean Reservoir är en reservoar i Storbritannien.   Den ligger i riksdelen Skottland, i den centrala delen av landet, 500 km norr om huvudstaden London. Clubbiedean Reservoir ligger 241 meter över havet.